# Betonschaar

De werking van een betonschaar

Een betonschaar is een werktuig dat is bedoeld om gehard metaal, bijvoorbeeld stalen kettingen en staven, door te knippen.
Door de lange steel en een extra hefboomoverbrenging kan men er grote knipkrachten mee uitoefenen. In de bouw wordt hij gebruikt om de stalen staven, die in gewapend beton toegepast worden als wapening, op maat te knippen. Om die reden wordt hij "betonschaar" (ook wel betonijzerschaar) genoemd. De tang wordt eveneens gebruikt voor het knippen van boutstelen, kettingschalmen en dergelijke tot een middellijn van circa 10 mm.
Ook een boutenschaar, een groot formaat tang, wordt betonschaar genoemd.